# Шенджий
Ше́нджий (адыг. Щынджый) — аул в Тахтамукайском районе Республики Адыгея России. Административный центр Шенджийского сельского поселения. Расположен в 17 км к югу от Краснодара.

## География

### Улицы
| - Восточная, - Горького, - Гошук, - Жданова, - Железнодорожная, - К. Цеткин, - Кирова, - Красная, - Красноармейская, | - Ленина, - Лермонтова, - Молодёжная, - Набережная, - Новая, - Пионерская, - Пролетарская, - Пушкина, | - Советская, - Уне-Убат, - Фучика, - Хакурате, - Цея, - Чапаева, - Шоссейная, - Южная. |

## История
Основан в 1860 году.
В 1898 году была открыта построенная екатеринодарским предпринимателем, уроженцем аула Лю Траховым соборная мечеть — первая мечеть на Северном Кавказе, построенная из кирпича. В её здании сейчас размещается фельдшерско-акушерский пункт. Вторая кирпичная мечеть была построена в 1912 году, не сохранилась.
27 марта 1918 года у аула встретились и объединились в борьбе против большевиков силы Добровольческой армии генерала Корнилова и отряд капитана Покровского.

## Население
| 2002  | 2010  | 2013  | 2014  | 2015  | 2016  | 2017  |
| ----- | ----- | ----- | ----- | ----- | ----- | ----- |
| 2035  | ↘2000 | ↘1979 | ↘1950 | ↘1934 | ↘1919 | ↗1931 |
| 2018  | 2019  | 2020  | 2021  | 2023  | 2024  |       |
| ↗1942 | ↗1951 | ↗1993 | ↘1804 | ↘1799 | ↗1824 |       |

По данным Всероссийской переписи 2021 года:
| Народ               | Численность, чел. | Доля от всего населения, % |
| ------------------- | ----------------- | -------------------------- |
| адыги (черкесы)     | 1 699             | 94,17 %                    |
| русские             | 79                | 4,37 %                     |
| другие / не указано | 26                | 1,44 %                     |
| всего               | 1 804             | 100,0 %                    |